# Episodi di Death Note

Copertina del secondo DVD italiano dell'edizione Panini Video

Questa è la lista degli episodi di Death Note, serie televisiva anime diretta da Tetsurō Araki, animata da Madhouse e prodotta dalle compagnie giapponesi Nippon Television, Shūeisha, D.N. Dream Partners e VAP. La storia ruota attorno allo studente Light Yagami e alla sua decisione di usare un quaderno, chiamato "Death Note", che ha il potere di uccidere le persone il cui nome venga scritto su di esso, per liberare il mondo dal male.
L'anime è stato trasmesso in Giappone sul canale televisivo Nippon Television a partire dal 3 ottobre 2006, ogni martedì alle 00:56. In Italia la trasmissione dell'anime è iniziata il 28 ottobre 2008 nella fascia oraria compresa tra le 22:00 e le 22:30 sul canale analogico/digitale MTV, con cadenza settimanale, concludendosi il 9 giugno 2009. Il doppiaggio della versione televisiva trasmessa da MTV contiene alcune censure riguardo espressioni ritenute troppo forti per il pubblico della rete. Il doppiaggio integrale è disponibile nell'edizione DVD pubblicata da Panini Video. La Dynit ha in seguito acquisito i diritti dell'anime e l'ha ripubblicato in due box da quattro DVD ciascuno, usciti rispettivamente il 30 ottobre e il 18 dicembre 2013.
La colonna sonora originale dell'anime è stata composta da Hideki Taniuchi e Yoshihisa Hirano. Le sigle di apertura sono the WORLD (episodi 1-19), eseguita dal gruppo visual kei Nightmare e What's up, people?! (episodi 20-37), del gruppo metalcore Maximum the Hormone. Le sigle di chiusura sono Alumina (アルミナ?, Arumina) (episodi 1-19) e Zetsubō Billy (絶望ビリー?, Zetsubō Birī) (episodi 20-36) rispettivamente sempre dei Nightmare e dei Maximum the Hormone. L'episodio 37 presenta al posto della ending il brano strumentale Coda〜Death Note, accompagnato dai titoli di coda e da alcune ultime animazioni riguardanti Light e Misa, insieme a una breve apparizione di Elle.

## Lista episodi
| Nº | Titolo italiano Giapponese 「Kanji」 - Rōmaji | In onda          | In onda          |
| Nº | Titolo italiano Giapponese 「Kanji」 - Rōmaji | Giapponese       | Italiano         |
| 1  | Rinascita 「新生」 - Shinsei | 3 ottobre 2006   | 28 ottobre 2008  |
| 1  | Light Yagami, un brillante studente liceale giapponese, trova un giorno per terra un quaderno denominato Death Note. Al suo interno delle istruzioni recitano che scrivendo sul libro il nome di una persona conoscendone il volto, quella persona morirà. Il ragazzo lo considera subito uno scherzo, ma, dopo averne messo alla prova i poteri, scopre che il quaderno è effettivamente in grado di uccidere. Il proprietario originale, uno shinigami di nome Ryuk, si rivela a Light e spiega che l'oggetto ormai appartiene al giovane. Siccome Light ne è il nuovo proprietario è anche l'unico a poter vedere ed interagire con Ryuk. Lo shinigami aggiunge che quando anche per Light sopraggiungerà la morte, lui stesso scriverà il nome del ragazzo sul suo quaderno. Light decide di usare il potere del Death Note per liberare il mondo dai criminali e diventare il Dio di un mondo nuovo e pacifico. |                  |                  |
| 2  | Confronto 「対決」 - Taiketsu | 10 ottobre 2006  | 4 novembre 2008  |
| 2  | Mentre in tutto il mondo criminali cominciano a morire di misteriosi arresti cardiaci, l'Interpol si riunisce per discutere il fenomeno. Incapaci di trovare una spiegazione, si rivolgono al miglior detective del mondo, Elle, la cui identità è avvolta dal segreto. Elle comunica con i rappresentanti dell'Interpol tramite computer e con la voce alterata, promettendo loro che avrebbe presto identificato il serial killer, ormai conosciuto con il nome di "Kira" (キラ?) (dalla pronuncia giapponese della parola inglese killer). Elle induce con l'inganno Light a rivelare che Kira vive nella regione del Kantō, in Giappone, tramite una trasmissione televisiva pilotata. Infuriato ed umiliato per essere caduto dritto nella trappola del detective, Light giura di eliminare Elle. |                  |                  |
| 3  | Scambio 「取引」 - Torihiki | 17 ottobre 2006  | 11 novembre 2008 |
| 3  | La polizia discute il "caso Kira" con Elle. Dopo essersi informato sugli orari dei decessi delle vittime, Elle giunge alla conclusione che Kira sia uno studente con un ingenuo concetto di giustizia. Il detective richiede informazioni sulle modalità con cui le vittime sono state pubblicizzate e inizia a sospettare che Kira abbia accesso ad informazioni della polizia. Poiché l'ufficiale di polizia in carica del caso Kira è Soichiro Yagami, il padre di Light, il giovane è in grado di monitorare lo stato delle indagini. Nel frattempo Ryuk rivela a Light che qualcuno sta pedinando i suoi movimenti. Lo shinigami aggiunge che i suoi simili sono in grado di vedere con i loro occhi il nome e la durata di vita di ogni persona. Ryuk domanda allora a Light se è interessato a scambiare metà degli anni di vita che gli rimangono con gli occhi dello shinigami. |                  |                  |
| 4  | Inseguimento 「追跡」 - Tsuiseki | 24 ottobre 2006  | 18 novembre 2008 |
| 4  | Light risponde a Ryuk dicendo che il suo desiderio è quello di creare un mondo ideale, libero dai criminali, e in quanto Dio di quel mondo non si può permettere di sacrificare metà della sua vita per gli occhi dello shinigami. Light inizia a sperimentare con il quaderno, per vedere fin dove si spinge il controllo sui tempi e sulle modalità di decesso delle vittime, e scopre che può far eseguire ai bersagli solo azioni che sarebbero a loro comunque consentite. Light elabora quindi un piano per scoprire l'identità del suo inseguitore. Egli fa in modo che un criminale tocchi il Death Note e, con il quaderno, lo costringe a dirottare l'autobus su cui Light e il pedinatore stanno viaggiando. Durante il sequestro il ragazzo induce con l'inganno l'inseguitore a rivelarsi, e scopre così di avere a che fare con Raye Pember, un agente dell'FBI, inviato in Giappone per investigare sul caso Kira per conto di Elle e del suo mentore Watari. |                  |                  |
| 5  | Strategia 「駆引」 - Kakehiki | 31 ottobre 2006  | 25 novembre 2008 |
| 5  | Light attende una settimana prima di uccidere Raye Pember. A quel punto lo segue sul treno e lo costringe a scrivere i nomi dei suoi colleghi su un foglio del Death Note, minacciando la sua famiglia. A causa della morte contemporanea di dodici membri dell'FBI la polizia inizia a tirarsi indietro, e il presidente degli Stati Uniti d'America richiama l'FBI dal caso Kira. Tuttavia Naomi Misora, fidanzata di Raye ed ex-agente del bureau in congedo, si mette sulle tracce di Kira in cerca di vendetta. Intanto Light fa pervenire ad Elle un messaggio con scritto: "Elle, lo sai che gli shinigami mangiano solo mele?". Nonostante il messaggio costituisca una sorta d'indizio, Elle lo prende per una semplice provocazione e inizia a pianificare la sua prossima mossa. |                  |                  |
| 6  | Strappo 「綻び」 - Hokorobi | 7 novembre 2006  | 2 dicembre 2008  |
| 6  | Nel tentativo di ricucire il rapporto con la polizia giapponese, Elle accetta di incontrare di persona, in un incontro segreto, gli investigatori che desiderano continuare a lavorare al caso Kira. Egli insiste perché utilizzino delle identità false per proteggersi da Kira, e chiede loro di chiamarlo "Ryuzaki" invece che "Elle". Il detective espone le sue teorie sull'identità di Kira ed elenca gli indiziati che erano stati messi sotto osservazione dagli agenti dell'FBI. Nel frattempo Light incontra casualmente una donna, Maki. Parlandole, il giovane scopre che si tratta della fidanzata di Raye e che ha intuito che Kira può uccidere anche con modalità diverse dall'infarto. Light è euforico di essere entrato in contatto con l'unica persona che potrebbe scovare la sua vera identità, e formula un piano per ucciderla. |                  |                  |
| 7  | Cielo coperto 「曇天」 - Donten | 14 novembre 2006 | 9 dicembre 2008  |
| 7  | Light scrive il nome Maki sul Death Note, ma non succede niente. Capisce allora che la donna gli ha dato un nome falso e teme che possa convogliare le indagini della polizia su di lui. Ryuk mette pressione a Light affinché accetti lo scambio degli occhi, ma il ragazzo riesce infine a farsi dire il vero nome dalla fidanzata di Raye, Naomi Misora, fingendo di lavorare per Elle. In attesa che il Death Note faccia effetto, Light la informa di essere Kira, osservandola mentre lei si allontana per suicidarsi. Intanto Watari rivela la sua identità alla squadra investigativa e consegna ai membri dei gadget utili per le indagini. Il detective Shuichi Aizawa viene inviato da Elle al quartier generale della polizia e per poco non si imbatte in Naomi. |                  |                  |
| 8  | Sguardo 「目線」 - Mesen | 21 novembre 2006 | 16 dicembre 2008 |
| 8  | Elle si avvicina a scoprire l'identità di Kira. La scomparsa di Naomi Misora lo porta infatti a ridurre la lista degli indiziati che erano pedinati dagli agenti dell'FBI al momento della morte di Raye Pember. Richiede dunque che vengano installate delle telecamere nelle abitazioni dei sospettati, incluso il figlio di Soichiro Yagami. Light, tuttavia, si accorge subito di essere sorvegliato, e chiede a Ryuk di localizzare tutte le telecamere nella sua stanza. In seguito raggira la squadra di sorveglianza, guardando le notizie su un televisore portatile nascosto in un sacchetto di patatine e continua così ad uccidere i criminali che vengono segnalati. Il suo comportamento apparentemente normale allontana infine i sospetti di Elle da Light. |                  |                  |
| 9  | Contatto 「接触」 - Sesshoku | 28 novembre 2006 | 6 gennaio 2009   |
| 9  | I sospetti di Elle sono momentaneamente sopiti, ma il detective continua a non escludere l'ipotesi che Light possa essere Kira e decide quindi di incontrarlo di persona. Alla cerimonia di apertura dell'anno accademico dell'università, dove si è appena iscritto, Light nota uno studente eccentrico e misterioso che lo osserva e che si fa chiamare Hideki Ryuga. Avvicinato il giovane, Hideki rivela di essere Elle. Light è scioccato di trovarsi di fronte il suo avversario, ma riesce a mantenere un tono composto. Decide quindi di farsi amico Elle per acquisire maggiori informazioni sul suo conto, seguire lo sviluppo delle indagini e cercare di ucciderlo in un secondo momento. |                  |                  |
| 10 | Sospetto 「疑惑」 - Giwaku | 5 dicembre 2006  | 13 gennaio 2009  |
| 10 | Nel tentativo di tracciare un profilo di Light, Elle lo sfida in una partita di tennis, durante la quale gli chiede la sua opinione su diversi aspetti del caso Kira e lo invita ad aiutare nelle indagini. I due ricevono la notizia che Soichiro ha avuto un infarto ed è stato trasportato d'urgenza all'ospedale. Qui Light promette al padre che riuscirà a catturare Kira e che lo farà giustiziare per averlo fatto soffrire. All'uscita dall'ospedale Elle esamina nuovamente Light, ancora incerto che il giovane possa o non possa essere Kira. Light tenta un bluff e chiede di essere posto sotto sorveglianza, in una cella senza televisore, per un mese, per provare la sua innocenza. Il detective si mostra interessato e allo stesso tempo è incuriosito che la proposta sia venuta dallo stesso Light. Nel frattempo l'emittente televisiva Sakura TV riceve delle audiocassette da parte di un anonimo che afferma di essere Kira. |                  |                  |
| 11 | Irruzione 「突入」 - Totsunyū | 12 dicembre 2006 | 20 gennaio 2009  |
| 11 | La squadra investigativa discute la scomparsa di Naomi Misora, quando Watari interrompe la loro seduta perché Sakura TV sta trasmettendo un messaggio audio proveniente da Kira. Per impedire che il killer ottenga il supporto della gente, Elle chiede di interrompere la trasmissione. Hirokazu Ukita si precipita alla sede dell'emittente televisiva ma muore improvvisamente davanti all'ingresso. La squadra investigativa si rende conto che Kira non ha più bisogno di conoscere il nome della persona per uccidere e si fa prendere dal panico. Light, che osserva la scena dal televisore della sua camera, decide di prendere parte alle indagini per raccogliere informazioni su Elle e su questo secondo Kira. Il detective intanto sospetta che l'autore del messaggio sia un Kira diverso da quello a cui danno la caccia. |                  |                  |
| 12 | Amore 「恋心」 - Koigokoro | 26 dicembre 2006 | 27 gennaio 2009  |
| 12 | Light ottiene un incontro con Elle e il resto della squadra. Per mettere alla prova le abilità deduttive del ragazzo, Elle gli fa ascoltare i nastri sequestrati a Sakura TV in cerca di possibili indizi. La squadra trasmette quindi un messaggio registrato da Elle e Light, per attirare allo scoperto il secondo Kira, Misa Amane. Nella sua risposta, Misa rivela involontariamente importanti dettagli sul funzionamento del Death Note e sugli shinigami. Inoltre la ragazza richiede che il primo Kira la incontri di persona. Sorpresi e decisi a seguire questa pista, i detective della squadra preparano un piano, mentre Light decide che mossa fare. |                  |                  |
| 13 | Dichiarazione 「告白」 - Kokuhaku | 9 gennaio 2007   | 3 febbraio 2009  |
| 13 | Il detective Tota Matsuda e Light si offrono volontari per incontrare il secondo Kira. In possesso degli occhi dello shinigami, Misa scopre che Kira è Light Yagami perché l'unico di cui non riesce a visualizzare il tempo vitale restante, in quanto anch'egli possessore di un Death Note. La donna non si fa però riconoscere e la squadra cambia dunque approccio, cercando di farla ragionare. Trasmettono dunque un videomessaggio in cui condannano Kira come un assassino senza cuore, che ucciderebbe chiunque dovesse scoprire la sua vera identità. Si offrono inoltre di concedere una riduzione di pena nel caso in cui il secondo Kira riveli informazioni su quello vero. Misa ignora il messaggio, trova Light e spiega di averlo cercato perché innamorata di lui. |                  |                  |
| 14 | Amico 「友達」 - Tomodachi | 16 gennaio 2007  | 10 febbraio 2009 |
| 14 | Light e Misa discutono di come liberarsi di Elle. Sfruttando la situazione e l'amore di Misa nei suoi confronti, Light decide di fingere un interessamento per la ragazza, per poter sfruttare il suo potere. Lo shinigami di Misa Rem, tuttavia, si manifesta e minaccia il giovane di scrivere il suo nome nel proprio Death Note se la sicurezza di Misa dovesse venire compromessa. Misa, su ordine di Light, pubblica un video come secondo Kira, nel quale dichiara di rinunciare a cercare Kira. Elle è confuso riguardo al nuovo video e conclude che i due Kira possano essersi già incontrati e stiano collaborando. Light intanto chiede a Misa di convincere Rem ad uccidere Elle e lui accetta. |                  |                  |
| 15 | Scommessa 「賭け」 - Kake | 23 gennaio 2007  | 17 febbraio 2009 |
| 15 | Elle, temendo una collaborazione dei due Kira, chiede al sovraintendente Soichiro Yagami di considerare Light come Kira nell'eventualità della sua morte e di prendere il comando dell'operazione al suo posto. Più tardi, Light e Elle si incontrano fuori dall'università, quando sopraggiunge Misa che si ferma a conversare con i due. Dopo che Misa si è allontanata Light decide di chiamarla per farsi dire il vero nome di Elle, che la ragazza doveva aver visto grazie agli occhi dello shinigami. Elle però gli rivela di averla appena fatta arrestare con l'accusa di essere il secondo Kira. Misa viene bendata e legata ad una sedia e per giorni subisce torture da parte di Watari con lo scopo di estorcerle una confessione. Alla fine decisa a non tradire Light e dopo aver pensato anche al suicidio, decide di rinunciare al possesso del quaderno perdendo tutti i ricordi associati ad esso. |                  |                  |
| 16 | Decisione 「決断」 - Ketsudan | 30 gennaio 2007  | 24 febbraio 2009 |
| 16 | Light nasconde il suo Death Note sotto terra e dice a Ryuk che la prossima volta che lo sentirà dire "rinuncio" significherà che vuole rinunciare al possesso del quaderno. Si reca quindi da Elle e gli chiede di venire rinchiuso, sospettando di poter essere inconsapevolmente Kira. Anche il sovraintendente Yagami si fa rinchiudere, per paura di poter prendere decisioni avventate per amore del figlio. Dopo tre giorni dalla reclusione gli omicidi dei criminali sono cessati e i sospetti su Light crescono. A una settimana dall'incarcerazione Light rinuncia al quaderno e perde i ricordi ad esso legati; prega quindi insistentemente Elle di liberarlo, dichiarandosi innocente, ma Elle, pur colpito dal suo cambio di comportamento, non lo libera. Dopo quindici giorni, improvvisamente, l'esecuzione dei criminali riprende. Viene informato Soichiro che è convinto che questo dimostri l'innocenza di Light, ma Elle, confuso, tace l'accaduto a Light e lo sprona a confessare, mentre il ragazzo continua a sostenersi innocente. |                  |                  |
| 17 | Esecuzione 「執行」 - Shikkō | 6 febbraio 2007  | 3 marzo 2009     |
| 17 | In un ultimo tentativo di mettere alla prova Light e Misa e determinare se siano effettivamente i due Kira, Elle e Soichiro pianificano una messinscena. Soichiro riceve il compito di portare Light e Misa nel luogo dell'esecuzione, ma prima di giungere a destinazione decide di giustiziare personalmente il figlio per poi togliersi la vita. Misa e Light, entrambi senza memoria e senza quaderno, non reagiscono, mentre Yagami spara al figlio con una pistola caricata a salve. Elle fa allora cadere i sospetti sui due, perché nel caso fossero stati Kira avrebbero di certo ucciso il sovrintendente. Il detective libera quindi Misa, ponendola comunque sotto sorveglianza per via delle sue impronte ritrovate sulle videocassette. Il quartier generale viene trasferito in un nuovo edificio in città. Altrove, intanto, otto uomini d'affari discutono su chi far uccidere da Kira per favorire la crescita della Yotsuba sul mercato. |                  |                  |
| 18 | Compagni 「仲間」 - Nakama | 13 febbraio 2007 | 10 marzo 2009    |
| 18 | Elle si ammanetta a Light al fine di controllarlo e far sì che lo aiuti nelle indagini, causando una zuffa tra i due. Light ed Elle ipotizzano che Kira possa uccidere per motivi economici e cominciano a sospettare della Yotsuba Corporation, una grande azienda che è stata favorita dalle recenti morti. Si scopre inoltre che Kira ha minacciato di morte diversi esponenti politici, affinché questi mettessero un freno alle indagini della polizia. Aizawa lascia il team di investigazione, infastidito dai metodi di Elle, ma continua a collaborare con il gruppo tramite la polizia. Elle inserisce due nuovi membri nella squadra, il truffatore Aiber e la ladra Wedy. |                  |                  |
| 19 | Matsuda 「松田」 - Matsuda | 20 febbraio 2007 | 17 marzo 2009    |
| 19 | Matsuda, nel tentativo di rendersi utile, si reca alla Yotsuba per cercare di raccogliere informazioni sul caso. Comincia a origliare una riunione del gruppo, ma viene scoperto subito dopo aver sentito parlare di Kira. Si finge quindi l'agente di Misa, presentatosi ad essi per proporre la sua assistita come testimonial dell'azienda. Con l'aiuto della ragazza e quello di Elle, Matsuda mette in scena la sua morte, fingendosi ubriaco e buttandosi dal balcone. Wedy intanto installa delle telecamere per seguire le riunioni del direttivo. Uno degli otto uomini d'affari esprime dubbi sul loro operato e viene ucciso da Kira. |                  |                  |
| 20 | Espediente 「姑息」 - Kosoku | 27 febbraio 2007 | 24 marzo 2009    |
| 20 | Grazie alle microspie la squadra investigativa intercetta le conversazioni della Yotsuba, in cui vengono discusse le prossime vittime. Light ed Elle escogitano un piano per contattare Reiji Namiwaka, uno dei sette membri che sicuramente non è Kira, e lo convincono a collaborare e a rimandare le morti. Elle rivela di essere ancora convinto che Light sia il primo Kira e che questi abbia rinunciato intenzionalmente al proprio potere per riacquistarlo in un secondo momento. In seguito il detective chiede a Misa di aiutarli a catturare Kira, infiltrandosi alla Yotsuba per ottenere informazioni. |                  |                  |
| 21 | Recita 「活躍」 - Katsuyaku | 6 marzo 2007     | 31 marzo 2009    |
| 21 | Misa si reca all'incontro con gli uomini d'affari e viene contattata da Rem che mostra la sua presenza facendole toccare un pezzo del quaderno. La ragazza non riacquista i suoi ricordi, ma Rem le rivela che era il secondo Kira e che la situazione che si è venuta a creare era stata prevista da Light; poi le mostra l'identità del nuovo Kira che si dimostra essere Kyosuke Higuchi. Intenzionata a smascherarlo, Misa si reca ad un appuntamento con lui e riesce a ricavarne una confessione dopo averlo convinto a interrompere le morti per avere la dimostrazione che lui sia veramente Kira. Intanto Elle è insospettito dall'improvvisa volontà di Misa nel determinare l'identità di Kira. |                  |                  |
| 22 | Guida 「誘導」 - Yūdō | 13 marzo 2007    | 7 aprile 2009    |
| 22 | Dopo essere venuto a conoscenza del fatto che Higuchi è Kira, Elle decide di rimandare la cattura del criminale fino a quando non avrà scoperto la modalità con cui uccide. Per far uscire allo scoperto Higuchi organizza quindi un falso programma televisivo, annunciato da Sakura TV, in cui un testimone anonimo, in questo caso Matsuda, rivelerà la vera identità di Kira. Avendo patteggiato l'immunità, molti membri del consiglio incoraggiano Higuchi ad intraprendere qualcosa per fermare la soffiata e a seguire in questo modo il piano di Elle. Mentre il terzo Kira si precipita alla sede dell'emittente televisiva, deciso ad uccidere il testimone, Elle e la squadra investigativa seguono i suoi movimenti tramite le microspie. |                  |                  |
| 23 | Frenesia 「狂騒」 - Kyōsō | 20 marzo 2007    | 14 aprile 2009   |
| 23 | Mentre si reca in macchina alla sede di Sakura TV, Higuchi parla con Rem della situazione. Elle, Light e Misa, osservandolo dal quartier generale, si chiedono con chi stia parlando, con Elle che si domanda se il suo interlocutore possa essere uno shinigami. Higuchi arriva quindi alla stazione televisiva e scrive quello che crede essere il nome di Matsuda sul Death Note, scoprendo però che il nome è falso. Intanto Elle sospetta che l'uomo abbia appena usato il suo metodo per uccidere. Higuchi decide quindi di fare lo scambio degli occhi con Rem, ma quando si appresta a uccidere Matsuda scopre che l'uomo è stato sostituito da un manichino. Higuchi, colto di sorpresa da Wedy e da Soichiro, si dà alla fuga ma viene fermato dalla polizia. |                  |                  |
| 24 | Resurrezione 「復活」 - Fukkatsu | 27 marzo 2007    | 21 aprile 2009   |
| 24 | Higuchi viene arrestato con l'accusa di essere Kira. Il quaderno viene sequestrato e, passando di mano in mano nel team di investigazione, rende visibile la presenza di Rem. Approfittando dell'occasione, Light tocca il Death Note e recupera i ricordi di essere il Kira originale. Il giovane uccide quindi Higuchi scrivendo il suo nome su un foglietto del quaderno. Viene rivelato dunque che, prima di cedere il possesso del quaderno, Light aveva fatto scrivere due false regole per depistare le indagini: il quaderno non può essere distrutto e il possessore deve scrivere un nome entro 13 giorni dall'ultimo utilizzo, pena la morte. Light chiede a Misa di recuperare il quaderno che aveva precedentemente sotterrato, in modo tale da recuperare la memoria e ricordarsi del vero nome di Elle. Misa riacquista i ricordi, ma non riesce a ricordarsi del nome; accetta quindi per la seconda volta di fare lo scambio degli occhi con Ryuk in modo da poter aiutare Light. |                  |                  |
| 25 | Silenzio 「沈黙」 - Chinmoku | 4 aprile 2007    | 28 aprile 2009   |
| 25 | Elle chiede a Rem informazioni sul Death Note, ma lo shinigami rivela il meno possibile per evitare di implicare Light o Misa. Intanto Misa comincia a uccidere al posto di Light ed Elle comincia a nutrire dei sospetti su di lei. Rem si rende conto che mettere in pericolo Misa così che lui si sarebbe sacrificato per uccidere Elle era il piano di Light fin dall'inizio. Elle decide di testare la veridicità della regola dei 13 giorni ma prima di avere il tempo di agire Rem uccide lui e Watari, morendo anch'esso per aver usato i suoi poteri al fine di allungare la vita di Misa. Light prende di nascosto il possesso del quaderno di Rem e gioisce in silenzio per la sua vittoria. |                  |                  |
| 26 | Rigenerazione 「再生」 - Saisei | 10 aprile 2007   | 5 maggio 2009    |
| 26 | Light ascolta una registrazione in cui Elle ripercorre la storia e le sue deduzioni sul caso Kira, prima di cancellare la testimonianza. Il team d'investigazione decide di continuare le indagini e nomina Light come successore di Elle. Gli investigatori decidono di tacere la morte di Elle e Watari per evitare di scatenare il panico. Forte della sua nuova posizione, Light uccide tutti i membri della Yotsuba e i due criminali ingaggiati da Elle e riprende il suo ruolo da Kira; cinque anni dopo entra a far parte della polizia. Viene rivelato che la notizia della morte di Elle è trapelata subito dopo il fatto ad un uomo anziano, che passa quest'informazione a due bambini. |                  |                  |
| 27 | Rapimento 「誘拐」 - Yūkai | 17 aprile 2007   | 12 maggio 2009   |
| 27 | Roger Ruvie, il direttore dell'orfanotrofio Wammy's House, informa i successori di Elle, Mello e Near, della morte di Elle. Desideroso di sfruttare questa opportunità per succedere a Elle, Mello lascia l'orfanotrofio per dare la caccia a Kira per conto proprio e con l'appoggio della mafia americana. Near invece stringe un accordo col Presidente degli Stati Uniti d'America e, con l'appoggio dell'FBI, fonda un'organizzazione segreta per la cattura di Kira, la Secret Provision for Kira (SPK). Mello rapisce il capo della polizia e richiede il Death Note in possesso della squadra investigativa come riscatto, ma, non appena viene informato della cosa, Light uccide l'ostaggio. Mello rapisce allora la sorella di Light, Sayu. Durante i preparativi per salvarla, Light si mette in contatto con l'FBI ed ha un colloquio con Near che gli rivela di essere a conoscenza della morte di Elle e del fatto che qualcuno lo abbia rimpiazzato. |                  |                  |
| 28 | Impazienza 「焦燥」 - Shōsō | 24 aprile 2007   | 12 maggio 2009   |
| 28 | Near propone una collaborazione tra la squadra investigativa e la SPK per salvare Sayu. Soichiro si offre volontario per portare il Death Note nel punto convenuto dai rapitori a Los Angeles, ma, durante il volo, il suo aereo viene dirottato dagli uomini di Mello, che lo portano nel deserto. Soichiro entra quindi in un rifugio sotterraneo dove avviene lo scambio. Molti membri della SPK muoiono dopo che Mello entra in possesso del Death Note, così che Near propone a Light una collaborazione stabile per tentare di arginare il rivale comune. Nel frattempo, nel regno degli shinigami, Shidoh rivela ad Armonia Justin di aver perso il suo Death Note, al che Justin lo informa che il suo quaderno è stato sottratto da Ryuk e mandato nel mondo degli umani, consigliandogli di andare a recuperarlo. |                  |                  |
| 29 | Padre 「父親」 - Chichioya | 1º maggio 2007   | 19 maggio 2009   |
| 29 | Light rinuncia di fronte a Ryuk al possesso del suo Death Note e prende in prestito quello di Misa; poi usa il quaderno per farsi mandare l'indirizzo del nascondiglio di Mello da uno dei suoi uomini. Shidoh legge l'indirizzo e si reca da Mello. Il giorno successivo Misa, nei panni di Kira, chiama il team d'investigazione e afferma di aver intenzione di cedergli il proprio Death Note. Rivela inoltre che la maggior parte della banda di Mello morirà il 10 novembre, giorno in cui sarà più facile recuperare il quaderno rubato. Ottenuto il nuovo Death Note, Soichiro baratta metà della sua vita per gli occhi dello shinigami e si schiera in prima linea durante il raid alla base nemica. Qui si ritrova faccia a faccia con Mello e scopre il suo vero nome: Mihael Keehl. Tuttavia, prima di poter scrivere il nome sul quaderno, viene gravemente ferito e Mello riesce a fuggire facendo saltare l'edificio. Soichiro viene condotto in ospedale, dove muore consolato dal fatto che Light non possa essere Kira, perché è in grado di vedere la durata della sua vita con gli occhi dello shinigami. Light restituisce quindi il Death Note a Shidoh. Nel frattempo, Ryuk riflette sul fatto che chi usa il Death Note è destinato a soffrire, e probabilmente Soichiro (che non ha mai usato il quaderno pur avendone l'opportunità) è morto contento, ignaro che Light fosse in realtà Kira. |                  |                  |
| 30 | Giustizia 「正義」 - Seigi | 8 maggio 2007    | 19 maggio 2009   |
| 30 | Il Presidente degli Stati Uniti dichiara la propria neutralità riguardo al caso Kira nel programma di sostenitori di Kira "Kira's Kingdom". Nel frattempo Mello riesce a entrare nel quartier generale di Near, al quale chiede di cedergli la fotografia che ha di lui per mettersi al sicuro da Kira. In cambio rivela a Near dell'esistenza degli shinigami e che alcune delle regole del Death Note sono false. Già sospettoso di Light, Near propone al team d'investigazione di testare la regola dei 13 giorni, ma nessuno dei giapponesi si trova d'accordo. In risposta alle azioni di Near, Light minaccia il Presidente degli Stati Uniti per ottenere informazioni sul nascondiglio della SPK. In seguito Hitoshi Demegawa, il presentatore di "Kira's Kingdom", si reca negli Stati Uniti come messaggero di Kira e incita in diretta mondiale i supporter di Kira a irrompere nel quartier generale nemico. |                  |                  |
| 31 | Passaggio di consegne 「移譲」 - Ijō | 15 maggio 2007   | 26 maggio 2009   |
| 31 | Misa osserva in televisione l'assalto alla SPK, aspettando di uccidere Near non appena lascerà l'edificio. Near insinua nel team d'investigazione il dubbio che Light possa essere Kira e poi fugge dalla base con i superstiti, facendo piovere delle banconote come diversivo. Consapevole che la sua squadra sospetta di lui, Light scrive a Misa di adottare il piano di riserva. Nel frattempo Aizawa offre a Near alcune informazioni sulle indagini pregresse, che non fanno che accrescere nel ragazzo la convinzione che Light sia Kira. Quindi Aizawa propone di riprendere la sorveglianza su Light e Misa per poter fugare una volta per tutte i dubbi sul loro conto. Intanto le morti riprendono per mano di Teru Mikami, il nuovo possessore del Death Note selezionato da Light dopo averlo notato in televisione nel programma "Kira's Kingdom" e Aizawa si rende conto che la nuova ondata di omicidi non può essere attribuita né a Light né a Misa. |                  |                  |
| 32 | Scelta 「選択」 - Sentaku | 22 maggio 2007   | 26 maggio 2009   |
| 32 | Teru Mikami seleziona un nuovo portavoce di Kira: Kiyomi Takada, che si rivela essere una compagna di università di Light. Light si rende conto che può usare questa connessione a proprio vantaggio e organizza un appuntamento con Takada, spacciandolo per un modo per aiutare le indagini. Durante l'incontro Takada riceve una telefonata da Mikami e Light si rivela all'uomo come Kira. In seguito creano un diversivo per costringere il team d'investigazione a rimuovere le microspie dalla sala e Light dice a Takada che vuole renderla la sua dea del nuovo mondo. Light poi rivela alla sua squadra di aver avviato una relazione fittizia con la donna per giungere a Kira. Altrove Mello osserva Misa e sospetta che si tratti del secondo Kira. |                  |                  |
| 33 | Beffa 「嘲笑」 - Chōshō | 29 maggio 2007   | 2 giugno 2009    |
| 33 | Near si reca in Giappone per cercare un modo di battere Kira, sapendo che la persona che esegue i suoi ordini ha gli occhi dello shinigami e i due comunicano tramite Takada. Seguendo le istruzioni di Light, Takada chiede a Mikami di inviarle cinque pagine del Death Note e lo invita a continuare il suo operato su un falso quaderno che sia indistinguibile dall'originale. Mentre si reca al lavoro, Misa si imbatte in Takada e la aggredisce verbalmente, gelosa di non essere più la star del momento. Halle Lidner, un'agente di Near che si è infiltrata come bodyguard di Takada, le separa, ma le due si danno appuntamento per discutere faccia a faccia. Al termine dell'incontro, Takada è convinta della stupidità di Misa e Lidner riporta a Near del triangolo amoroso tra Light, Misa e Takada. Intanto, altrove, Stephen Gevanni della SPK conferma che Mikami è il nuovo Kira dopo averlo visto uccidere un uomo scrivendo qualcosa su un quaderno. |                  |                  |
| 34 | Sorveglianza 「虎視」 - Koshi | 5 giugno 2007    | 2 giugno 2009    |
| 34 | Dopo il resoconto di Gevanni, Near decide di tentare di avvicinarsi a Mikami. Nel frattempo Aizawa sospetta che Light e Takada si scambino dei messaggi segreti e sviluppa un piano che lo porta ad avere conferma della cosa. Takada racconta a Light dell'incontro con Misa. Scocciato dai problemi che le due donne gli causano, Light la rassicura che è l'unica donna per lui e nel frattempo le scrive una nota in cui le chiede di far finta di collaborare per la cattura di Kira. La SPK rapisce Misa e Kanzo Mogi e ne informa Light. Intanto Gevanni fruga nell'armadietto di Mikami, trova il quaderno e scatta delle fotografie ai nomi in esso contenuti, dando conferma a Near che la grafia è proprio la sua. Near mette quindi in moto il suo piano. |                  |                  |
| 35 | Intento omicida 「殺意」 - Satsui | 12 giugno 2007   | 9 giugno 2009    |
| 35 | Near organizza un incontro tra la SPK e il team d'investigazione. Intanto, con un'operazione improvvisa e aiutato dal suo compagno Matt, Mello rapisce Takada per scoprire la relazione che incorre tra lei e Light. Tuttavia Matt viene ucciso dalle guardie del corpo di Takada, mentre Mello muore per mano della giornalista, che scrive il suo nome su un foglio di Death Note che si portava dietro su suggerimento di Light. Venuto a sapere del rapimento di Takada, Light usa un foglio di Death Note per causare il suicidio della donna e farle bruciare il nascondiglio di Mello. |                  |                  |
| 36 | 28-01 「1.28」 | 19 giugno 2007   | 9 giugno 2009    |
| 36 | La SPK libera Misa e incontra il team d'investigazione in un magazzino abbandonato, con Light e Near entrambi convinti di avere sviluppato la strategia vincente per piegare l'altro. Mikami arriva sul posto e, con gli occhi dello shinigami, scrive sul suo quaderno i nomi dei presenti all'incontro tranne Light. Near rassicura i presenti sul fatto che non moriranno perché la sua squadra ha sostituito il Death Note dell'uomo con un falso e sarà sufficiente recuperare il quaderno per vedere quale nome manca all'appello, scovando così il vero Kira. Light fatica a contenere la gioia perché si aspettava una mossa del genere e aveva preparato una contromisura. La sostituzione del Death Note di Mikami con un falso, operata in precedenza, serviva infatti per depistare la SPK, mentre in un secondo momento Mikami aveva recuperato il quaderno vero ed era quello che stava usando in quel preciso momento. Al termine del conto alla rovescia scandito da Mikami, Light dichiara la sua vittoria a Near. |                  |                  |
| 37 | Nuovo mondo 「新世界」 - Shinsekai | 26 giugno 2007   | 9 giugno 2009    |
| 37 | Il Death Note di Mikami non funziona, al che Near spiega che il giorno del rapimento di Takada, Mikami aveva recuperato di sua iniziativa il quaderno originale per scrivere il nome della donna, ormai compromessa, credendo che Light, sotto sorveglianza, non sarebbe stato in grado di ucciderla e conducendo quindi Stephen Gevanni al nascondiglio del vero Death Note. La SPK aveva poi sostituito il quaderno originale con una copia ora in mano a Mikami. Mikami viene arrestato e, di fronte agli indizi schiaccianti di Near nei suoi confronti, Light scoppia a ridere come un pazzo. Confessa dunque di essere Kira e cerca in un ultimo disperato tentativo di uccidere Near con un foglio di Death Note nascosto nel suo orologio, ma Matsuda lo ferma sparandogli. Vedendo il suo dio contorcersi sul pavimento in agonia, Mikami si suicida e Light, ferito, ne approfitta per fuggire. Giunto alla sua fine, Ryuk scrive il nome di Light sul proprio Death Note, rispettando il patto che si erano fatti il primo giorno che si erano visti. Misa viene vista sul tetto di una torre, pronta probabilmente a lanciarsi, mentre Light muore di arresto cardiaco su una rampa di scale. |                  |                  |